# Lautenbach, Baden-Württemberg
Lautenbach är en kommun och ort i Ortenaukreis i regionen Südlicher Oberrhein i Regierungsbezirk Freiburg i förbundslandet Baden-Württemberg i Tyskland.
Kommunen ingår i kommunalförbundet Oberkirch tillsammans med städerna Oberkirch och Renchen.